# Струг (гірництво)
Струг (англ. planer, plough, plow; нім. Hobel m) –

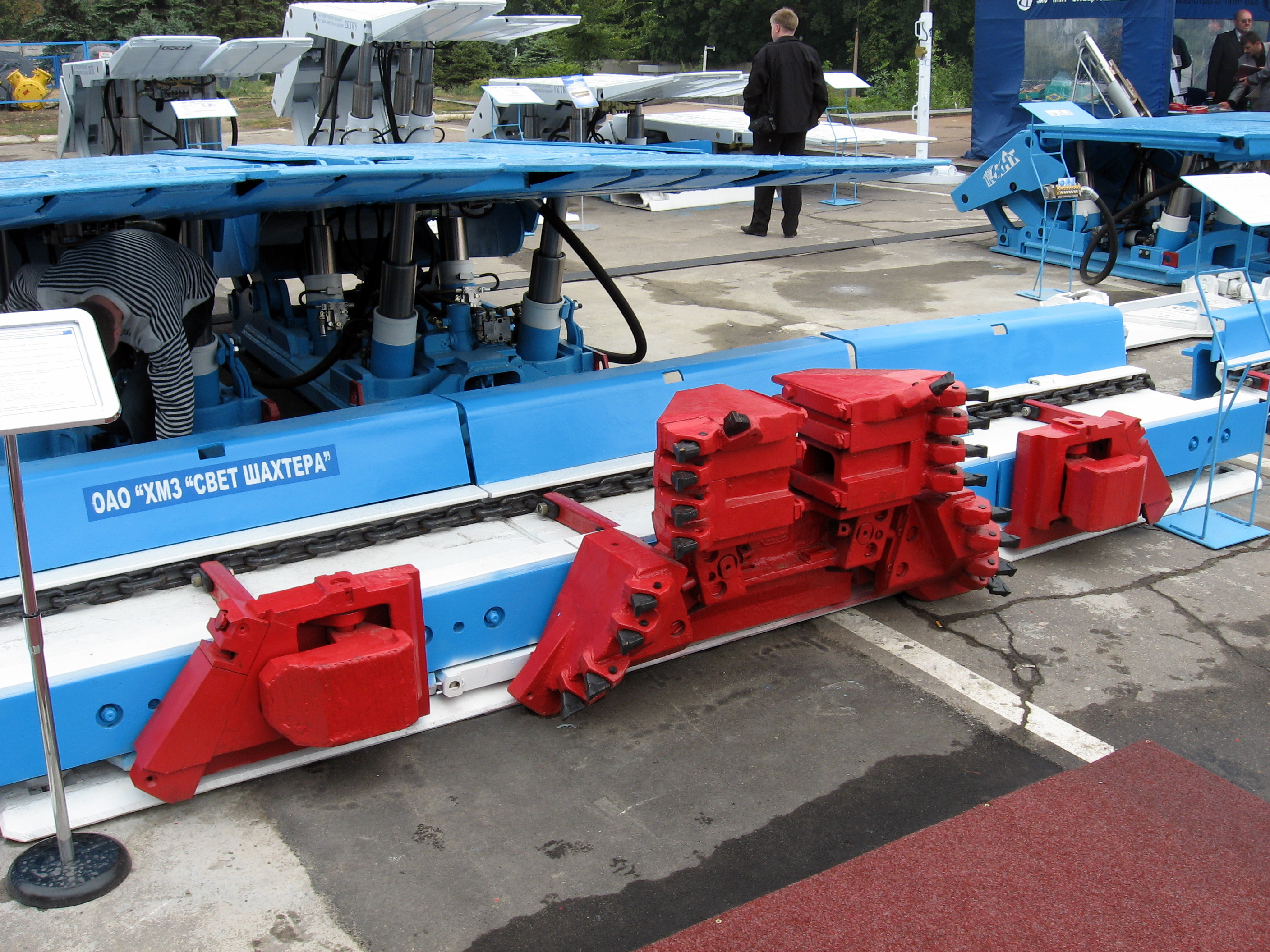
Струг

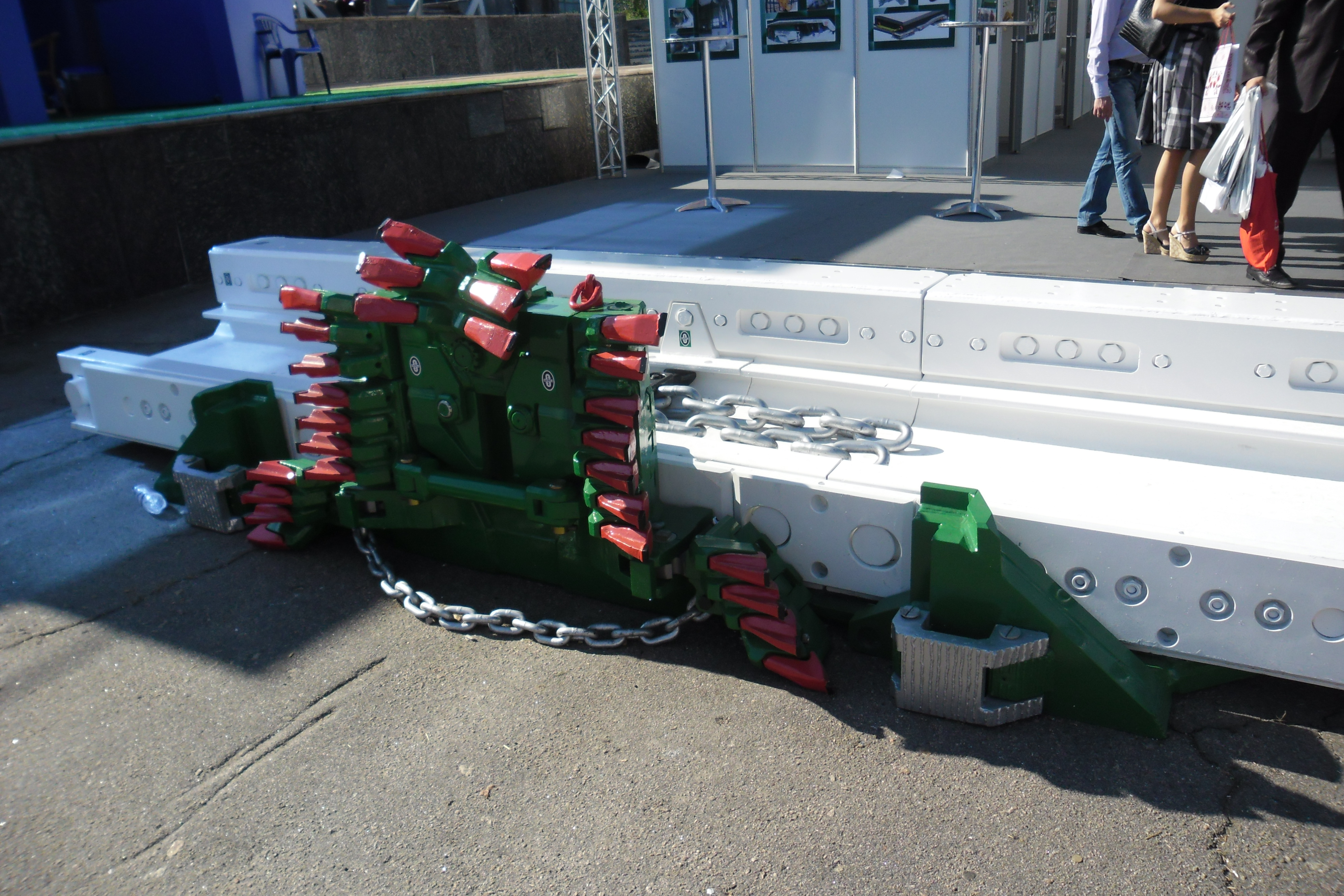
Струг

Виконавчий орган стругової установки, призначеної для руйнування масиву гірських порід у зоні його максимального віджиму гірничим тиском у напрямку, що збігається з поступальним переміщенням виконавчого органу вздовж очисного вибою і для навантаження гірничої маси на конвеєр.
Розрізняють:
- стругові установки зі стругом, який спирається на підошву пласта і розташуванням тягових ланцюгів струга біля стругового конвеєра з боку виробленого простору;
- стругові установки зі стругом, що переміщається по спеціально закріпленій на струговому конвеєрі напрямній, без опертя на підошву пласта, з розташуванням тягових ланцюгів біля вибою.

## Інші значення
Тип робочого обладнання одноківшевого екскаватора. Основні елементи: стрілка і ківш, що переміщуються на напрямних стрілах з допомогою тягового каната.